# NGC 1187
NGC 1187 (другие обозначения — ESO 480-23, MCG −4-8-16, UGCA 49, AM 0300-230, IRAS 03003-2303, PGC 11479) — спиральная галактика с перемычкой (SBc) в созвездии Эридан к югу от небесного экватора.
NGC 1187 служит образцом галактики типа SB(rs)c в атласе галактик де Вокулёра.

## Описание
Составитель «Нового общего каталога» (1888) Джон Дрейер описал галактику как «довольно тусклый, крупный, довольно вытянутый объект с постепенным увеличением яркости к центру, выглядящему как звезда 16-й величины; отдельные звёзды не видны, хотя есть неоднородности яркости».
Радиальная скорость галактики NGC 1187 составляет 1390 ± 3 км/с3. Класс яркости III, галактика имеет широкую линию HI, также содержит области ионизированного водорода.
Галактика обладает двойным ядром, наличие которого, вероятно, объясняется флуктуациями в галактическом диске.
По оценкам измерения красного смещения NGC 1187 находится на расстоянии 63,2 млн с. л. (19,385 ± 1,439) от Млечного Пути и имеет диаметр около 100 000 с. л. Видимые размеры — 4,2×3,2 угловой минуты.
По состоянию на стандартную эпоху J2000.0 прямое восхождение объекта составляет 03ч 02м 37,6с, а склонение — −22° 52′ 02″. Позиционный угол (угол между направлением вытянутости галактики на небе и кругом склонений) составляет 130°.

## Наблюдение
В октябре 1982 года в галактике вспыхнула сверхновая SN 1982R типа I, обнаруженная в обсерватории Ла-Силья, её пиковая видимая звёздная величина составила 14,4, а в 2007 году — сверхновая SN 2007Y типа Ib, обнаруженная астрономом-любителем Берто Монаром в Южной Африке, её пиковая видимая звёздная величина составила 15,6.
В центре галактики есть светящаяся жёлтая выпуклость, она в основном состоит из старых звёзд, газа и пыли. В отличие от других спиральных галактик, которые имеют круглый балдж, NGC 1187 имеет тонкую центральную перемычку. Считается, что такие перемычки действуют как механизмы, направляющие газ от спиральных рукавов к центру, усиливая там звездообразование.
Сверхновые типа Ib — это категории звёздных взрывов, которые вызваны коллапсом ядра массивных звёзд, сбросивших внешнюю оболочку водорода. В большинстве спиралей галактик сверхновые появляются в среднем каждые три столетия, но в NGC 1187 за 25 лет появилось сразу две сверхновых, что немного необычно. Например, последняя наблюдаемая сверхновая в Млечном Пути была обнаружена около 170 лет назад, а до неё — около 400 лет назад.
NGC 1187 — галактика, богатая газом и пылью, в которых образуется множество звёзд, включая звёзды с большой массой, что рождает большее количество сверхновых, чем обычно, которые взрываются только через несколько миллионов лет.
Вокруг объекта расположено много более тусклых и более далёких галактик, некоторые из них просвечивают сквозь диск самой NGC 1187 и контрастируют своими преимущественно красноватыми оттенками с её бледно-голубыми звёздными скоплениями.
NGC 1187 имеет галактику-компаньона PGC 11469, диаметр которой составляет около 25 000 с. л..
NGC 1187 расположена близко к небесному экватору, поэтому в определённое время года её видно из обоих полушарий.
| - Изображение NGC 1187, полученное с помощью телескопа VLT - Местоположение сверхновой SN 1982R (DSS) - Местоположение сверхновой SN 2007Y (DSS) |

## Обнаружение и исследования
Этот астрономический объект был обнаружен немецко-британским астрономом Уильямом Гершелем 9 декабря 1784 года с помощью телескопа зеркального типа диаметром 47,5 см (18,7 дюйма). Также галактику наблюдал[когда?] Джон Гершель.